# Манкевич, Виктор Михайлович
Виктор Михайлович Манкевич (1918-2007) — полковник Советской Армии, участник Великой Отечественной войны, Герой Советского Союза (1945).

## Биография
Виктор Манкевич родился 10 апреля 1918 года в Смоленске. После окончания десяти классов школы работал водителем в Доме Красной Армии в родном городе, занимался в аэроклубе. В мае 1938 года Манкевич был призван на службу в Рабоче-крестьянскую Красную Армию. В 1939 году он окончил Борисоглебскую военную авиационную школу лётчиков, в 1941 году — Конотопское военное авиационное училище лётчиков. С апреля 1943 года — на фронтах Великой Отечественной войны.
К концу войны майор Виктор Манкевич был штурманом 163-го истребительного авиаполка 336-й истребительной авиадивизии 15-й воздушной армии 2-го Прибалтийского фронта. К тому времени он совершил порядка 200 боевых вылетов, принял участие в 65 воздушных боях, сбив 18 вражеских самолётов лично.
Указом Президиума Верховного Совета СССР от 18 августа 1945 года за «мужество и героизм, проявленные в боях» майор Виктор Манкевич был удостоен высокого звания Героя Советского Союза с вручением ордена Ленина и медали «Золотая Звезда» за номером 8584.
После окончания войны Манкевич продолжил службу в Советской Армии. С 1954 года был лётчиком-испытателем военной приёмки авиационного завода № 272 в Ленинграде. В ноябре 1959 года в звании подполковника Манкевич был уволен в запас, впоследствии ему было присвоено звание полковника запаса. Проживал в Харькове. Скончался 17 сентября 2007 года, похоронен на харьковском кладбище № 2.
Военный лётчик 1-го класса, лётчик-испытатель 2-го класса. Был также награждён четырьмя орденами Красного Знамени, орденами Александра Невского, Отечественной войны 1-й степени, Красной Звезды, рядом медалей.